# Mayāng Imphāl
Mayāng Imphāl är en ort i Indien.   Den ligger i delstaten Manipur, i den östra delen av landet, 1 700 km öster om huvudstaden New Delhi. Mayāng Imphāl ligger 777 meter över havet och antalet invånare är 22 159.
Terrängen runt Mayāng Imphāl är mycket platt. Runt Mayāng Imphāl är det tätbefolkat, med 683 invånare per kvadratkilometer. Närmaste större samhälle är Thoubāl, 11,3 km öster om Mayāng Imphāl. Trakten runt Mayāng Imphāl består huvudsakligen av våtmarker.